# لوبن
لوبن (به آلمانی: Leoben District) یک ناحیه در اتریش است که در اشتایرمارک واقع شده‌است. لوبن ۶۱٬۷۷۱ نفر جمعیت دارد.